# 上羅特山
46°1′40″N 7°48′46″E / 46.02778°N 7.81278°E

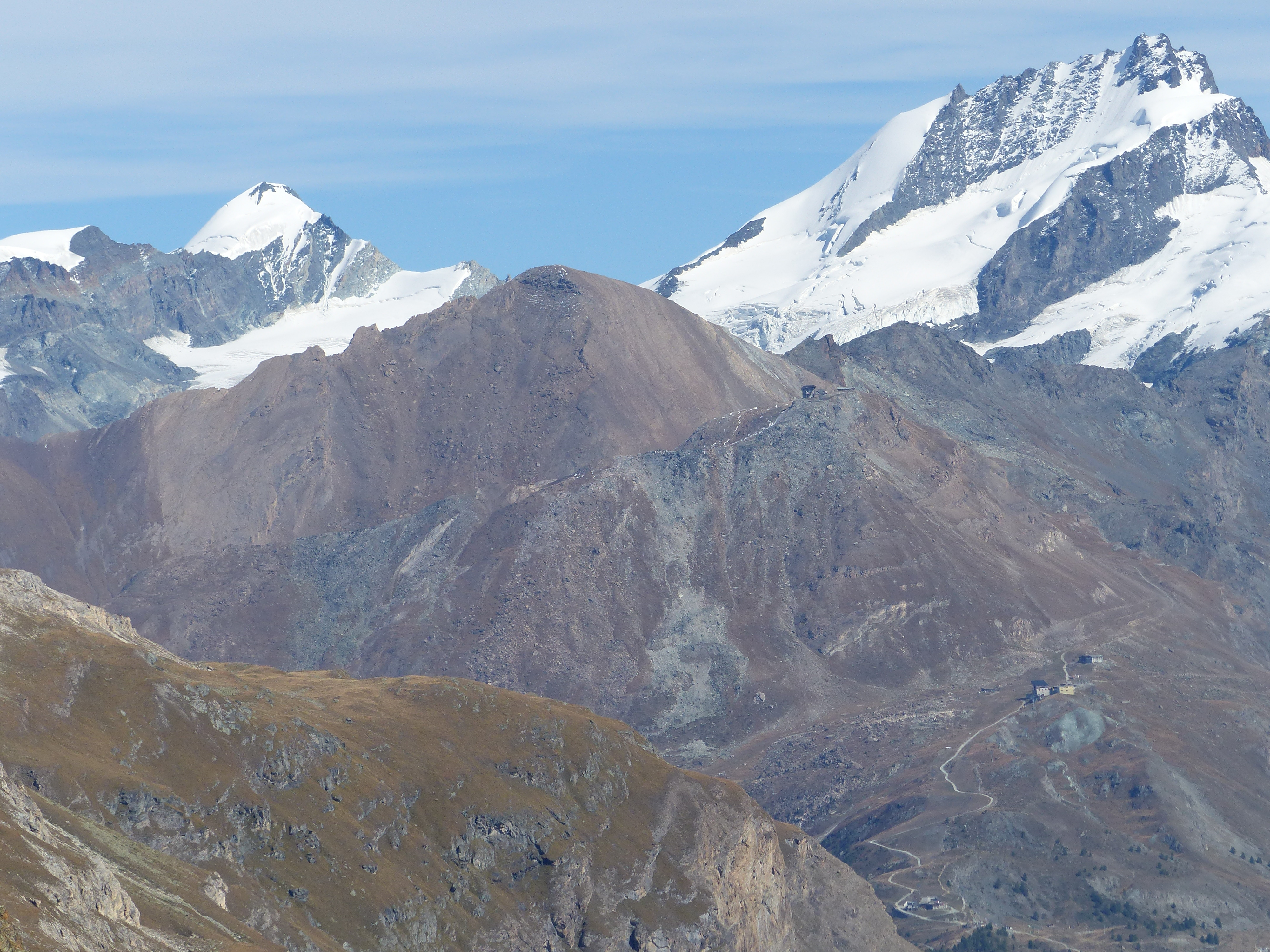

上羅特山（Oberrothorn），是瑞士的山峰，位於該國西南部，由瓦萊州負責管轄，屬於本寧阿爾卑斯山脈的一部分，距離林費什峰4公里，海拔高度3,414米。